# Sheriffen av Nottingham

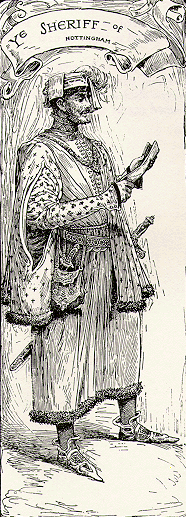
Sheriffen av Nottingham illustrerad av Louis Rhead från 1912.

Sheriffen av Nottingham är en litterär figur från legenden om Robin Hood.

## Gestaltad av i urval
- Melville Cooper i filmen Robin Hoods äventyr från 1938.
- John Harryson (svensk röst) i Robin Hood, Walt Disney Productions animerade film från 1973.
- Alan Rickman i Robin Hood: Prince of Thieves, amerikansk äventyrsfilm från 1991 regisserad av Kevin Reynolds.
- Gunnar Ernblad (svensk röst) i Unge Robin Hood, produktion av Cinar och Hanna-Barbera 1991-1992.
- Roger Rees som The Sheriff of Rottingham (parodi på Sheriffen av Nottingham) i filmen Robin Hood – karlar i trikåer från 1993.
- Keith Allen i den brittiska TV-serien Robin Hood från 2006.
- Matthew Macfadyen i filmen Robin Hood från 2010.